# Uniwersytet Kansas
Uniwersytet Kansas (ang. University of Kansas) – amerykański uniwersytet publiczny z siedzibą w Lawrence w stanie Kansas, założony w 1865 roku.